# 多部田俊雄
多部田 俊雄（たべた としお、1963年（昭和38年） - ）は、株式会社プロトタイプ代表取締役。元インターチャネルのプロデューサー。

## 略歴
東邦大学付属東邦中学校・高等学校、東邦大学理学部化学科卒業。
学生時代は電波新聞社の『月刊マイコン』で、エッセイ「メジャーなゲーム作家になるために」を連載しつつ、自作ゲームの掲載など、プログラマ兼ライターとして活動した。その後、ゲームレビュー記事「T-TIME」を担当。次第に読者コーナー的な部分を持ち合わせるようになり、コーナー名を「よろしくカンパニー」へ改名している。
また、同社発売のソフトウェアのうち、PC-8800シリーズ/MZ-2000/2200並びにMZ-2500用の『パックマン』や、MSX用の『バーガータイム』、『ソフィア』を除くYMCAT作品のMSXへの移植なども行っていた。BASICが併用できる環境ではBASICプログラムをローダやタイトル表示などに用い、メイン部分をマシン語で構成することが多かった。
NECアベニュー時代はプロデューサーとして、アーケードゲーム・アダルトゲームのPCエンジンへの移植活動、NECインターチャネルに異動後はアダルトゲームの家庭用ゲーム機への移植、さらにオリジナル作品（ギャルゲー）などのプロデュース活動を行った。ゲーム作家としては『月刊マイコン』1985年3月号に掲載されたMSX用ゲームプログラム『オストリッチ』を、PCエンジン用ソフト『スプラッシュレイク』にリメイクしている。
NECアベニューは後にNECインターチャネルを経てインターチャネルとなるが、社内再編から2006年3月に退職。株式会社プロトタイプを設立した。

## 代表的な発売遅延・中止作品
多部田が関わったゲームソフトには、発売の遅延や中止となった作品が多い。
ワードナの森
NECアベニューのPCエンジン参入第1弾タイトルとして1988年に発表されていた。当初はHuCARDでの発売が予定され、CD-ROM²、SUPER CD-ROM²へと、それぞれ完成間近にありながら、多部田の一方的な指示でプラットフォーム変更が行われた後、最終的に1993年春に発売中止となった。
2003年にPCエンジン特集を行った「ユーゲー」のインタビュー記事では未発売の理由について、「完成はしていたが移植担当のプログラマの技術不足でハードスペックの半分も出せていない稚拙な内容だったためあえて発売しなかった」と語っている。2023年のゲームムックでも、移植の委託先の技術レベルが低かったこと、担当プログラマーが途中で蒸発したことについて触れられていた。
ストライダー飛竜
『ワードナの森』と同じく、当初はHuCARDソフトとして発表され、スーパーグラフィックス専用HuCARD、CD-ROM²、SUPER CD-ROM²と何度もプラットフォームを変更しながら発売延期を続けた。最終的にはアーケードカード専用SUPER CD-ROM²ソフトとして1994年に発売された。
スペースファンタジーゾーン
セガ（後のセガ・インタラクティブ）の『スペースハリアー』と『ファンタジーゾーン』を融合させたPCエンジン用ソフト。発売未定のまま約4年が過ぎ、実際には発売できる段階まで完成していたにもかかわらず、1997年に結局発売中止となった。発売中止の理由としては「同人レベル的作品」、「良くできた『スペースハリアー』のパロディ作品で、その一歩先に到達できなかった」ためと語っている。後年、ベータ版のコピーと思われるディスクがインターネットオークション等に流出している。この事に関し多部田は「サンプルロムの貸し出しなどは、信頼関係で成り立っています。そこを何らかの形で踏んづけた人がいるのは本当に残念の一言」、「一万歩譲って、完成品が流通したのならともかく、チューニングされていない未完成品ですから」と語っている。
モンスターメーカー 闇の竜騎士
前後編構成の前編に相当するPCエンジン用ソフト。当初予定より2年遅れて1994年に発売された。販促活動の一環として当時は珍しいラジオ番組『アミューズメントパーティーファーストアベニュー』を久川綾と笠原弘子の出演でTBSラジオにて放送したが、番組放送中にソフトが発売されることは無かった。また、後編の『モンスターメーカー 神々の方舟』は未発売に終わったため、謎や伏線が全く回収されない尻切れトンボとなっている。先述のユーゲーインタビューでは「当初の予定の8倍に内容が膨らんでしまった」、「後編のCG、音声、スクリプトはほぼ出来上がったが、PCエンジン用なので他機種で出すには完全作り直しになるので出せなかった」と語っている。当時のPCエンジン雑誌にて「これ以上延期した場合は丸坊主になる」といった旨の宣言をしたが、その甲斐もなく延期。件のPCエンジン誌には坊主頭にサングラスでにこやかにポーズを取った多部田の写真が掲載された。
モンスターメーカー ホーリーダガー
PCエンジン版とは別ストーリーとなる予定だったセガサターン版。こちらも発売延期を繰り返して結局未発売。
同級生
PCエンジン版。多部田が望んだ移植度の高さに、多くの下請開発会社が難色を示し発売延期を繰り返した後、フライト・プランが開発を担当して完成に漕ぎ着け、1995年に発売された。1996年には同じくフライト・プランによる開発で、セガサターン版も発売されている。
センチメンタルグラフティ
センチメンタルグラフティ2
上記どちらも製作発表の際、前作の反省から「この作品を延期させるような事があれば坊主頭になります」とまで発言したものの、またもそれを覆すことは出来なかった。
斑霧
インターチャネル在籍中、最後に担当したPlayStation 2用ソフト。開発が難航する中、多部田が退職したこととキャラクターデザイナーの堀部秀郎が死去したことにより、発売中止となった。